# Lophocebus opdenboschi
Lophocebus opdenboschi är en primat i familjen markattartade apor som förekommer i centrala Afrika. Populationen listades länge som underart till Lophocebus aterrimus och sedan början av 2000-talet godkänns den av flera zoologer som art.
Denna primat har allmänt samma svarta pälsfärg som Lophocebus aterrimus. Även skägget vid kinderna är svart vad som skiljer arterna från varandra. Hos Lophocebus opdenboschi har pälsen mer glans och tofsen på huvudet är tjock och bildar en kort kon. En uppmätt hanne hade en kroppslängd (huvud och bål) av 62 cm, en svanslängd av 58 cm och en vikt av 655 g.
Arten lever i södra Kongo-Kinshasa och i norra Angola. Den vistas i galleriskogar.
Djuret är aktiv på dagen och klättrar främst i träd. Hos brunstiga honor förekommer en svullnad kring könsdelarna. För övrigt är levnadssättet okänt.
Troligtvis hotas arten liksom andra släktmedlemmar i beståndet. Lophocebus opdenboschi listas av IUCN fortfarande som underart med status kunskapsbrist (DD).